# Muscle transverse de la langue
Le muscle transverse de la langue est un muscle intrinsèque de la langue.

## Description
Le muscle transverse de la langue est un muscle strié viscéral pair.

### Origine
Le muscle transverse de la langue est constitué de fibres issues du septum lingual. 

### Trajet
Les fibres musculaires passent latéralement.

### Terminaison
Le muscle se termine dans le tissu fibreux sous-muqueux sur les faces latérales de la langue.

### Innervation
Le muscle lingual transverse est innervé par un rameau du nerf hypoglosse (XII). 

## Action
Le muscle lingual transverse allonge et rétrécit la langue.